# SSV Reutlingen
El SSV Reutlingen es un club de fútbol, entre otras disciplinas, alemán de la ciudad de Reutlingen. Fue fundado en 1905 y juega en la Oberliga Baden-Wurtemberg.